# Fergie Frederiksen
Fergie Frederiksen, pseudonimo di Dennis Hardy Frederiksen (Grand Rapids, 15 maggio 1951 – Mound, 18 gennaio 2014), è stato un cantante statunitense, è noto per essere stato il cantante del gruppo rock Toto, ma anche per aver collaborato con artisti come Survivor, Angel e i Mecca.

## Biografia

### Gli inizi
Fergie come si può intuire dal cognome ha origini danesi, la sua famiglia infatti si trasferì in America già cento anni prima. Cominciò a cantare già da piccolo e a 13 anni si esibiva in locali e pub, ma decise di intraprendere l'attività di cantante solo all'età di 15 anni. Nel 1975 Fergie andò a Chicago, dove conobbe Tommy Shaw. I due divennero subito amici e Tommy chiese a Fergie di formare un gruppo con lui, da questa idea nacquero i Trillion.
Con questo gruppo (formato da Fergie, Tommy e Patrick Leonard) Fergie incise il primo album della band, pubblicato nel 1978. Dopo il disco Fergie lasciò la band per pensare ad un proprio progetto solista sotto lo pseudonimo di David London, con tale nome realizzò due brani dalla colonna sonora del film Don't Stop The Music intitolate Samantha e Sound Of The City, e un album solista dallo stesso nome pubblicato nel 1981.
Nel 1983 entrò nei Le Roux. Con questa band incise l'album So Fired Up. Durante questo periodo collaborò anche con alcuni artisti, come background vocals collaborando su alcuni album rimasti pilastri del genere AOR, tra cui Eye of the Tiger dei Survivor, e Whips, Troubleshooter, and Should've Known Better degli Angel. Nel 1984 realizzò insieme a Pat Torpey, Tim Pierce, Scott Sheets, John Purdell e Ricky Phillips l'album Session, che sarà l'unico album di questa formazione che per l'occasione verrà chiamata Abandon Shame.

### I Toto e la svolta
Nel 1984, Ricky Phillips, mandò una videocassetta del cantante Fergie al batterista Jeff Porcaro, che in quel periodo era in cerca di un cantante che potesse sostituire il licenziato Bobby Kimball. Jeff rimase colpito da Fergie e decise di reclutarlo nella sua band, i Toto. Con Frederiksen come cantante nacque il quinto album della band Isolation, che diventò disco d'oro in America. Fergie partecipò anche al grande tour per promuovere l'album.
Con una registrazione della band live in Giappone venne realizzato l'album Live at Castle Hall, Osaka, Japan. Nonostante il buon successo ottenuto i Toto decisero di sostituirlo a causa dei suoi problemi riscontrati in studio di registrazione. Al suo posto nella band subentrò il cantante Joseph Williams. Prima di lasciare i Toto Fergie registrò le parti di voce secondaria del brano Could This Be Love che sarà poi inserito nel successivo album dei Toto Fahrenheit. Nonostante ciò i rapporti fra Fergie e i Toto rimasero molto buoni, tanto che occasionalmente tornò a collaborare con il gruppo in sede live.

### Dopo i Toto
Dopo aver lasciato i Toto, nel 1988, lavorò come background vocals per una band: i Karo. Con loro incise l'album Heavy Birthday. Nel 1993 partecipò ad un tour con la sua vecchia band, i Le Roux, da una delle registrazioni del tour fu pubblicato l'album della band AOR Live. Nel 1994, decise di formare un progetto con il bassista e amico Rickie Phillips, chiamando il progetto Frederiksen/Phillips, con cui incise l'omonimo album. Nel 1997, lavorò come background vocals nell'album dell'ex membro dei Toto Joseph Williams 3.
Nel 1999 Fergie realizzò il suo secondo album solista, stavolta a nome Fergie Frederiksen, che intitolò Equilibrium, nell'album compare ancora una volta Rickie Phillips come bassista e arrangiatore. Nel 2000 formò con alcuni musicisti abbastanza noti una band col nome di The World Classic Rockers, con cui incise l'omonimo album, della band facevano parte Nick St. Nicholas (Steppenwolf), Michael Monarch (Steppenwolf), Alex Ligertwood (Santana), Randall Hall (Lynyrd Skynyrd), Aynsley Dunbar (Journey) Dave Coyle e Steve Stewart. Nel 2001 formò i Radio Active, con cui ha pubblicato tre album: nel 2001 Ceremony of Innocence, nel 2003 Yeah e nel 2005 Taken.
Nel 2003 formò la band Mecca con Joe Vana e David Hungate, quest'ultimo primo bassista e membro fondatore dei Toto. Con i Mecca Fergie realizzerà solo l'album d'esordio della band. Nel 2004 formò gli AOR con cui incise due album: Nothing but the Best e Journey to L.A.. Nel 2005 formò un nuovo gruppo, i Nothern Light con cui incise solo l'omonimo album. Nel 2007 realizzò assieme ad un suo compagno di band dei Radio Active (Tommy Denander) il progetto Frederiksen/Denander, da cui nacque l'omonimo album.
Nel 2009 partecipò in veste di special guest nel disco No Man's Land dei Myland con i quali incise in duetto con il singer originale della band Guido Priori, la canzone When the Love Is Gone presente solo nella versione giapponese dell'album.
Nel giugno 2010, è stata data la notizia che Fergie Fredriksen è affetto da un cancro incurabile. All'inizio dell'ottobre 2011, Fergie dà la notizia di aver finito di registrare il suo  terzo album solista, Happiness is the Road, l'album è uscito il 14 ottobre in Europa e il 18 ottobre negli Stati Uniti.
Nel 2013 partecipa come voce solista nel brano Can't Go On, dell'album Do Ut Des degli UT New Trolls.
Muore per cancro nel gennaio 2014.

## Discografia
- 1978 - Trillion - Trillion
- 1981 - David London - David London
- 1982 - Angel - Whips, Troubleshooter, and Should've Known Better
- 1983 - Le Roux - So Fired Up
- 1984 - Abandom Shame - Sessions
- 1984 - Toto - Isolation
- 1985 - Toto - Live at Castle Hall, Osaka, Japan
- 1993 - Le Roux - AOR Live
- 1995 - Frederiksen/Phillips - Frederiksen/Phillips
- 1999 - Fergie Frederiksen - Equilibrium
- 2000 - World Classic Rockers - World Classic Rockers
- 2001 - Radioactive - Ceremony of Innocence
- 2002 - Mecca - Mecca
- 2003 - Radioactive - Yeah
- 2004 - AOR - Nothing but the Best
- 2005 - Radioactive - Taken
- 2005 - Nothern Light - Nothern Light
- 2007 - Frederiksen/Denander - Baptism By Fire
- 2009 - Myland - No Man's Land guest duet w/Guido Priori sulla bonus track "When the love is gone"
- 2009 - AOR - Journey to L.A.
- 2011 - Fergie Frederiksen - Happiness Is the Road
- 2013 - Fergie Frederiksen - Any Given Moment

### Partecipazioni
- 1982 - Survivor - Eye of the Tiger
- 1986 - Toto - Fahrenheit
- 1988 - Karo - Heavy Birthday
- 1997 - Joseph Williams - 3
- 2013 - UT New Trolls - Can't Go On